# Horchata lojana
Horchata lojana ist ein traditioneller Kräutertee aus 28 Aroma- und Heilpflanzen, der aus der Provinz Loja in Ecuador stammt.

## Zutaten
Die Zutaten im Einzelnen sind: Escancel, Ataco, Malva esencia, Malva olorosa, Zitronengras, Cedrón, Melisse, Begonias, Claveles, Pena pena, Rosenblüten, Pfefferminze, echte Kamille, Congona, Leinsamen, Pimpinella, Cucharillo, Malva Goma, Cadillo, Shullo, Schachtelhalm, Llantén, Borretsch, Orangenblätter, Malva blanca, gemeiner Dost, Duftveilchen und Grama dulce.

## Zubereitung
Wie andere Kräuterteesorten wird Horchata lojana mit kochendem Wasser übergossen. Nach einer Ziehzeit von ca. 5 Minuten wird er meist noch mit Limetten- oder Zitronensaft abgeschmeckt und mit Honig oder braunem Zucker gesüßt.